# Virginia Cox Balmaceda
Virginia Cox Balmaceda (29 de agosto de 1905-2 de octubre de 2002) fue una escritora y periodista chilena que cultivó los géneros de la novela y cuento.

## Biografía
Fue hija de médico y agricultor, veterano de la guerra civil de 1891, ministro y diputado del Partido Conservador entre 1906 y 1927, Ricardo Cox Méndez y de María Teresa Balmaceda Zañartu, siendo la octava de diez hermanos.
Estuvo casada con Agustín Huneeus y así fue la madre del también escritor Pablo Huneeus.

## Vida artística
En opinión de la escritora Virginia Vidal «es considerada una de las precursoras que se anticipó en actitud crítica, disposición para denunciar, expresión de rebeldía, protesta por todo cuanto somete a la mujer por su condición de tal. Mucho después, un buen número de escritoras, en su mayoría, dentro del espacio de los talleres de los años ochenta, fueron elaborando una escritura de repudio al estado de cosas, a la inercia, a los llamados "valores" estatuidos».
Fue partícipe del ciclo de conferencias realizadas por la Agrupación de Amigos del Libro en 1977 del Museo Benjamín Vicuña Mackenna llamada ¿Quién es quién en las letras chilenas?

## Obras
- Desvelo impaciente (Ediciones Ercilla, 1951).
- Los muñecos no sangran (Zig-Zag, 1969; Ediciones Universitarias de Valparaíso, 1973).
- Dentro y fuera de mi maleta: andanzas por el mundo (Renacimiento, 1980).
- ¿Quién soy? (Agrupación Amigos del Libro, 1980).
- La antimadre (Aconcagua, 1982).
- Los muñecos no sangran (Cuatro Vientos, 1989).